# Garces de femmes !
Garces de femmes ! (You Never Know with Women) est un roman policier de l’écrivain britannique James Hadley Chase publié en 1949 à Londres, aux éditions Jarrolds Publishers Limited. Il est édité aux États-Unis en 1972 par Pocket Books à New York. Le livre paraît en France dès 1949 dans la Série noire : il porte la signature de l'auteur avec, entre parenthèses, le pseudonyme de « Raymond Marshall », bien que le roman ne soit pas paru sous ce pseudonyme en Angleterre. La traduction est signée Jean Sendy. L'action se situe dans la région de San Francisco, en Californie.

## Résumé
Floyd Jackson a un passé d'enquêteur obscurci par des soupçons de chantage et de malversations, et il vient de perdre sa licence de détective privé à San Luis Beach (Californie). Alors qu'il va quitter la ville, Gorman, un homme au physique impressionnant avec au doigt un diamant de 5 000 dollars, lui propose une étrange mission : récupérer dans le coffre-fort d'un millionnaire, Lindsay Brett, le poudrier qu'y a laissé lors d'une crise de somnambulisme une strip-teaseuse, Veda Rux, et remettre dans ledit coffre un poignard unique, œuvre de Cellini, que la demoiselle a malencontreusement emporté... Sans croire un mot de cette histoire de somnambule, Jackson accepte la mission. L'écrin qui devrait contenir le poignard est en réalité une bombe qui explose dans le coffre, tuant deux gardiens de Brett.
Jackson, qui n'a pas rapporté le poudrier, échappe aux griffes de Gorman et de son associé Parker grâce à Veda Rux, qui s'enfuit avec lui chez Cosy, un ami de Jackson. Mais la police l'a identifié et le recherche pour le cambriolage meurtrier. Jackson extorque le poignard à Parker et veut le rendre à Brett contre 25 000 dollars, mais le millionnaire est abattu au moment où Jackson entre dans sa maison. Accusé d'un nouveau crime, il s'enfuit avec Veda dans une cavale qui se terminera très mal : la jeune femme, qui n'est pas celle qu'elle prétend être, est tuée, et la police n'a pas l'intention de croire les dénégations de Jackson à propos des différents meurtres qui jalonnent son parcours.

## Personnages principaux
- Floyd Jackson, le narrateur. « Vous êtes intelligent, dit-on, et pas trop honnête. Vous êtes un personnage sans scrupule, monsieur Jackson, mais vous avez du courage, de l'aplomb et vous êtes coriace[4]. »
- Cornelius Gorman, imprésario de strip-teaseuses. « L'homme qui se tenait dans l'embrasure paraissait aussi grand qu'un camion de deux tonnes. Il était aussi épais que large, son visage était rond comme une balle, la peau tendue sur une graisse rose bien ferme[5]. »
- Veda Rux, strip-teaseuse. « Il y avait, dans Veda Rux, de la détente comme dans le sabot d'une mule. Aussitôt que je l'ai vue, j'ai su qu'il allait y avoir des emmerdements[6]. »
- Dominique (en anglais : Dominic) Parker, associé de Gorman. « M. Parker ne hocha même pas la tête. Il m'examina et ses lèvres esquissèrent une moue; il n'avait pas l'air le moins du monde amical[7]. »
- Max Otis, chauffeur de Parker.
- Lindsay Brett, millionnaire. « Quand il n'était pas occupé à organiser des réceptions, à se saouler ou à peloter des blondes, il extrayait de gros tas de fafiots de deux compagnies pétrolières et d'un réseau de magasins s'étendant de San Francisco jusqu'à New-York[8]. »
- Ned et Harry, gardiens chez Brett.
- Mick Casy, propriétaire d'un tripot à San Medina, ami loyal de Jackson.
- Lu Farrel, garde du corps employé par Casy. « Je te présente Lu Farrel, Floyd, dit Casy; il s'occupera des ennuis que tu pourrais avoir[9]. »
- Joe, employé de Casy.
- O'Readen, chef de police soudoyé par Casy.
- Inspecteur Redfern, de la police de San Luis Beach. « C'était un bon flic, solide, connaissant toutes les combines, un peu fatigué d'être honnête mais ne se laissant pas acheter, malgré la forte pression du groupement politique qui tenait la ville sous sa coupe : un bonhomme dur, mauvais, dangereux à affronter si on lui déplaisait[10]. »
- Summers, policier aux ordres de Redfern.

## Un roman machiste?
Le titre français est plus brutal que le titre original, mot à mot : "Vous ne savez jamais avec les femmes". Mais il est certain que le personnage principal partage avec la plupart des "héros " de James Hadley Chase une solide misogynie : « Comme je l’ai déjà dit, la femme est un curieux animal. » Plus original, le roman offre deux personnages masculins importants présentés comme nettement efféminés : Dominique Parker et Lu Farrel.
Parker « était grand et mince,et ses cheveux couleur de miel étaient plaqués en arrière et gominés. Il avait un visage long et étroit, des yeux bleus délavés et un menton doux qui aurait mieux convenu à une femme. [...] Ceux qui aiment l’aspect efféminé auraient pu le trouver élégant. [...] Un œillet blanc ornait sa boutonnière et une cigarette ovale, épaisse, à bout d’or, pendait à ses lèvres trop rouges. »
Quant à Farrel : « Un gars avec un profil à la Byron, mais en mieux, dans un séduisant complet de flanelle blanche, un bluet à la boutonnière, se glissa hors d’une pièce et minauda vers nous. Il regardait Veda avec les yeux du Bambi de Disney, faisait frétiller de longs cils vers elle, et continuait à minauder. » Le jugement du narrateur est net : « Je fis un effort pour ne pas montrer qu’il m’horrifiait. »
Or, si le premier s'avère être un dangereux psychopathe, Lu Farrel est au contraire remarquablement posé, souriant, efficace, sauvant deux fois la vie du narrateur sans jamais tuer ceux qu'il doit neutraliser. On ne saurait donc confondre l'opinion du narrateur et celle de l'auteur.

## Éditions françaises
- Gallimard, coll. « Série noire » no 31, 1949  (ISBN 2070470318) ;
- Gallimard, coll. « La Poche noire » no 70 (1969)  (ISBN 9782071024475) ;
- Gallimard, coll. « Carré noir » no 42 (1972)  (ISBN 2070430421) ;
- Gallimard, coll. « James Hadley Chase » no 18 (1996)  (ISBN 2070495817).